# 三好美羽
三好 美羽（みよし みわ、2009年11月9日 - ）は、日本の女子陸上競技選手。専門は短距離走。広島県福山市出身。100mの日本中学記録保持者。

## 経歴

### 小学校時代
陸上競技を始めたきっかけは、福山市立駅家西小学校3年時に山縣亮太が全国小学生交流大会の決勝の映像を見て非常に感動し、自分も身長が低くても活躍できるのではないかと思ったことである。また、保育所の先生が彼女の走りを見て勧めたことも挙げられる。
陸上競技のほかには、空手を習っていた時期があり、大会で上位入賞するほどの実力であった。
3年時に竹尋アスリートクラブに入団し、6年時の4月に女子100mで当時の小学校最高記録を上回る12秒60を追い風参考記録ながらマークし、続く9月の全国小学生交流大会では2位の成績を収めた。翌年の3月には100mと走幅跳で小学校最高記録を上回る、12秒38と5m33をマークしたが、公式の大会でなかったため公認されなかった。

### 中学校時代
2022年に福山市立神辺西中学校へ進学。1年時の10月中旬、広島県東部記録会で追風参考記録ながら100mで11秒台を出すと、下旬の全国U16競技大会では高校1年生の選手もいる中、12秒07(風不明)を出し優勝した。
2023年の年明けに日本室内選手権の60m(U16)に出場すると、予選で7秒56を出し佐藤俐有が持っていた中学1年生の最高記録を0秒09更新。決勝では7秒59で年上の選手相手に0秒20以上の差をつけ快勝した。
2年生になると、7月の広島県中学校選手権で11.89(+1.7)を出し、1年時から目標としていた11秒台を達成した。
2024年、日本室内選手権の60m(U16)に2度目の出場を果たす。予選で7秒48を出し7秒50の中学最高記録を2年生で更新すると、決勝では予選の記録をさらに0秒06更新する7秒42をマーク。この記録はU18世界室内シーズン3位、U18室内アジア最高記録であった。
3年に進級した後、2024年7月に行われた全日本中学生通信陸上競技広島県大会の女子100m決勝で、土井杏南（朝霞市立朝霞第一中学校=当時）が保持していた11秒61の中学記録を塗り替える11秒57（＋2.0）の日本中学新記録にて優勝した。

### 高等学校時代
2025年4月、福山暁の星女子高等学校へ進学した。

## エピソード
鉄棒と小説が好き。
身体の成長を考慮し筋力トレーニングや走り込みは行っていない。練習は技術トレーニングや速く走るための知識、怪我の予防、精神的なことなどを教わっている。
2歳上の姉がいる。美羽のわがままを聞いてくれ、陸上競技を始めた。最初は乗り気ではなかったものの、美羽が小学4年、姉が小学6年時に同じリレーチームで走ることができたとき、走ることが好きになったという。美羽が1走、姉が2走の時、一番にバトンを渡すことができると、いつもとは違う笑顔を見せてくれるという。そのことで美羽は、姉とリレーをするのが大好きである。
6年時だった2021年の織田幹雄記念国際大会では、憧れの山縣亮太が出場していた。どうしてもサインが欲しかった彼女は山縣亮太に駆け寄ったが、係員に止められてしまう。その時、泣いている彼女に山縣亮太から歩み寄り、写真撮影とサインをしてくれたという。
好きな言葉は、彼女が6年時に出場した全国小学生交流大会での山縣亮太の発言「諦めなければ道は開かれる」である。

## 主な戦歴

### 2021年度(小6)
- 全国小学生交流大会 - 6年 100m A決勝 13秒00(+1.2) 2着

### 2022年度(中1)
- 中国中学校選手権
  - 1年 100m 決勝 12秒18(+1.6) 1着
  - 4×100mリレー (神辺西中学校) 2走 48秒98 1着
- 全日本中学校選手権
  - 100m B決勝 12秒28(-0.8) 2着
  - 4×100mリレー (神辺西中学校) 予選 2走 50秒55 6着
- リレーフェスティバル - U16 4×100mリレー(広島) 決勝 2走 46秒97 2着
- 全国U16競技大会 - 100m A決勝 12秒07(風力未測定) 1着
- 日本室内選手権 - U16 60m A決勝 7秒59 1着

### 2023年度(中2)
- 織田幹雄記念国際大会 - 100m 予備予選 12秒30(+1.1) 6着
- 布勢スプリント - 100m A決勝 12.06(+1.1) 4着
- 中国中学校選手権 - 2年 100m 決勝 11.97(+2.7) 1着
- 全日本中学校選手権 - 100m 決勝 12.12(+0.8) 2着
- リレーフェスティバル - U16 4×100mリレー(広島) 決勝 2走 46秒80 2着
- 全国U16競技大会 - 100m 決勝 12.22(+0.2) 4着
- 日本室内選手権 - U16 60m 決勝 7.42 1着

### 2024年度(中3)
- 織田幹雄記念国際大会
  - 100m B決勝 12.08(+0.4) 7着
  - 県内中学 4×100mリレー 50.26(神辺西中学校) 1着
- 木南道孝記念大会大会 - 100m 予選 11.91(-0.5) 3着
- 布勢スプリント - 100m C決勝 12.09(+1.2) 8着
- 日本選手権 - 100m 準決勝 11.93(+0.1) 7着
- 中国中学校選手権 - 100m 決勝 12.20(-1.2) 1着
- 全日本中学校選手権 - 100m 決勝 12.10(+1.4) 2着
- 国民スポーツ大会
  - 少年B 100m 決勝 13.25(+1.6) 8着
- U16競技大会
  - 100m A決勝 12.07(-0.7) 3着
- 日本室内選手権
  - 日本選手権 60m A決勝 7.51 7着

## 自己ベスト
| 種目   | 記録         | 大会名                           | 年月日         | 備考         |
| ------ | ------------ | -------------------------------- | -------------- | ------------ |
| 60m    | 7秒42        | 日本室内選手権                   | 2024年2月3日   |              |
| 100m   | 11秒57(+2.0) | 全日本中学生通信陸上競技広島大会 | 2024年7月6日   | 日本中学記録 |
| 100mMH | 13秒92(+0.9) | 山口県強化記録会                 | 2023年11月12日 |              |
| 走幅跳 | 5m69(+1.2)   | U16(中学生)広島県選手権          | 2022年9月23日  |              |

## 年次記録と身長
| 年(学年)      | 身長 | 60m   | 備考 | 100m         | 備考 | 走幅跳     | 備考 |
| ------------- | ---- | ----- | ---- | ------------ | ---- | ---------- | ---- |
| 2019年度(小4) | 130  |       |      | 14秒07(-0.9) |      | 3m70(-0.1) |      |
| 2020年度(小5) | 135  |       |      | 13秒32(±0.0) |      | 4m52(+0.1) |      |
| 2021年度(小6) | 143  |       |      | 12秒71(+1.1) |      | 4m87(-1.8) |      |
| 2022年度(中1) | 150  | 7秒56 |      | 12秒13(+0.7) |      | 5m33(+0.1) |      |
| 2023年度(中2) | 154  | 7秒42 |      | 11秒88(+1.3) |      | 5m69(+1.2) |      |
| 2024年度(中3) | 155  |       |      | 11秒57(+2.0) |      |            |      |

## 出演

### テレビ番組
- スゴいぞ！世界スピードスターGP(フジテレビ、2022年)
- 夢キラリ(テレビ新広島、2023年) ※インターネット上でも配信されている[11]。
- ジモト魂〜アスリートたちの頂点〜(BS朝日、2024年) ※YouTube上でも配信されている[12]。
- ライオンのミライ☆モンスター(フジテレビ、2024年)
- THE TIME(TBS、2024年)

### YouTube
- 全中陸上LIVEチャンネル【公式】 インタビュー(2024年)[13]
- 出原昌直の部屋 インタビュー(2024年)[14]

## 表彰
- 一般財団法人広島陸上競技協会 新記録賞（2022年）[15]
- メイプル賞(個人) 2023年[16]
- 体育功労賞（2023年）[17]
- 中国スポーツ賞(2025年)[18]